# Bella Jarrett
Bella Jarrett (9 tháng 2 năm 1926 - 19 tháng 10 năm 2007) là một nữ diễn viên sân khấu, truyền hình, điện ảnh và đồng thời cũng là một tiểu thuyết gia người Mỹ.

## Thời niên thiếu
Bella Jarrett sinh ngày 9 tháng 2 năm 1926 tại Adairsville, Georgia. Khi còn nhỏ, do sự hiếu kì nên bà quyết định học ngôn ngữ ký hiệu được sử dụng bởi những người khiếm thính. Bà theo học tại Trường đại học Wesleyan ở Macon, Georgia, lấy bằng cử nhân năm 1947 và M.F.A năm 1948. Sau khi tốt nghiệp, bà hoạt động trong nhà hát cộng đồng và làm một công việc quảng cáo ở Atlanta, Georgia. Năm 1951, bà kết hôn với M. O. Thornburg, một nhân viên của đài phát thanh WAGA ở Atlanta. Năm 1958, Jarrett chuyển đến Thành phố New York để bắt đầu sự nghiệp diễn xuất. Khi chuyển đi, đầu tiên bà làm trong ngành quảng cáo cửa hàng và sau đó trở thành giám đốc quan hệ công chúng cho Abercrombie & Fitch. Bà đã bỏ công việc quan hệ công chúng sau một năm và thuê một căn hộ để bà có thể tham gia bất kỳ buổi diễn thử nào.

## Sự nghiệp
Jarett bắt đầu sự nghiệp diễn xuất vào thập niên 1950 với các nhóm kịch địa phương ở Atlanta, Houston, Boston và Washington D.C. Bà xuất hiện trong các bộ phim truyền hình All My Children, The Doctors và Another World. Bà ra mắt ở sân khấu Broadway vào thập niên 1970. Bà đã tham gia vào nhiều vợ kịch của Broadway, bao gồm Once in a Lifetime và Lolita, cũng như các vợ kịch ngoài sân khấu này, bao gồm The Good Natur'd Man, Phaedra và The Waltz of the Toreadors. Những bộ phim bà đóng là The Cotton Club, The Lonely Guy, và Hellfighters. Jarett đã viết bốn cuốn tiểu thuyết lãng mạn, hai cuốn dưới bút danh Belle Thorne. Dell, nhà xuất bản thứ hai mà Jarett liên lạc, đã xuất bản cuốn tiểu thuyết lãng mạn đầu tiên của bà.
Trong một bài phê bình vở hài kịch Công giáo gây tranh cãi Sister Mary Ignatius Explains It All For You, Rita Rose từ báo The Indianapolis Star đã viết, "phần ghi công đóng kịch của Bella Jarrett có thể ngang ngửa với độ dài của bất kỳ cuốn sách giáo lý nào". Jarrett là thành viên của Bedside Network, nơi bà đọc sách và biểu diễn cho những người bị bệnh mạn tính. Bà cũng là thành viên của Call for Action và Mensa, cộng đồng lớn nhất và lâu đời nhất trên thế giới gồm những người có IQ cao. Bà mất vào ngày 19 tháng 10 năm 2007 tại nhà riêng ở Làng Greenwich.